# 里奧弗德 (亞利桑那州)
里奧弗德（英語：Rio Verde）是位於美國亞利桑那州馬里科帕縣的一個人口普查指定地區。根據2010年美國人口普查，該地人口為1811人，而該地的面積約為13.08平方千米。

## 地理
里奧弗德的座標為33°43′20″N 111°40′36″W / 33.72222°N 111.67667°W，而該地最高點為海拔高度493米（即1617英尺）。